# Freiweltliches adeliges von Jena’sches Fräuleinstift

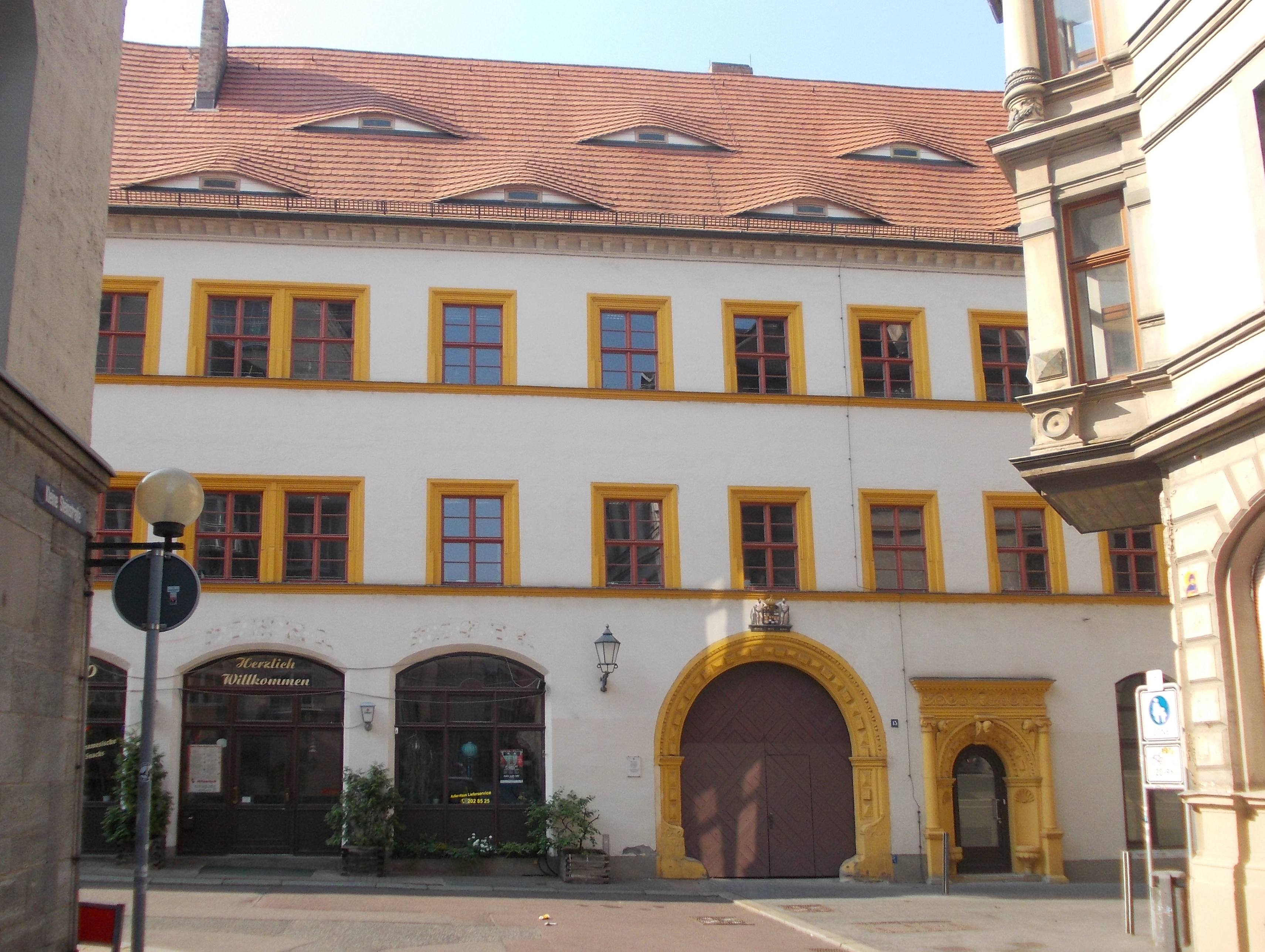
Fassade zur Rathausstraße

Das Freiweltliche adelige von Jena’sche Fräuleinstift (Kurzform: Jena’sches Fräuleinstift; auch Jenastift) war ein Frauenstift in Halle. Das Stift befand sich in der Hallenser Rathausstraße 15. Ihm gehörten bis zu neun alleinstehende Damen aus dem Adelsstand an, die unter Leitung einer adeligen evangelisch-reformierten Äbtissin Unterkunft und Verpflegung fanden. Die bis 1945 eingetretenen Stiftsdamen waren sehr selbstbewusst und widmeten sich aus christlicher Nächstenliebe besonders der Krankenpflege. Eine heute noch bekannte Stiftsdame unter der letzten Äbtissin war die erste promovierte Krankenschwester Erna von Abendroth.

## Gründung
Die Stiftung geht auf den kinderlosen Kurator der ersten Hallenser Universität Gottfried von Jena (1627–1703) zurück, der in seinem 70. Lebensjahr nach Halle gezogen war und dort das Bürgerrecht erwarb. Er stellte rund 60 Tausend Taler zur Verfügung. Am 30. Dezember 1702 bestätigte Friedrich I. von Preußen die Stiftungsurkunde für das „Jena’ische Fräuleinstift“ in der halleschen Rathausstraße. Das vom Stifter beantragte und vom preußischen König genehmigte Wappen zierte auch zu DDR-Zeiten die Wand des früheren großen Saales in der ersten Etage zum Hof hin. Die Stiftsdamen lebten in dem ehemaligen Wohnhaus Gottfried von Jenas, einem repräsentativen Renaissancebau, der auch als Hallesches Stadtpalais bezeichnet wurde.

## Stiftsname
Im Laufe der Geschichte des einzigen adligen Damenstiftes der Stadt Halle wurden für dieses Stift für allein- stehende Frauen aus dem Adelsstand verschiedene Bezeichnungen verwendet. Der Prädikant und spätere Domprediger Adolf Zahn (1824–1900) bezeichnete das von ihm geistlich betreute Frauenstift als „v. Jenasches adliges Fräuleinstift“ und verwies darauf, dass der „Freiherr Gottfried von Jena“ das „große Haus in der Rathausgasse zu einem freiweltlichen Fräuleinstift mit sehr guten Ordnungen“ ausgestattet hatte. Das ehemalige Stiftshaus, einst in der Rathausgasse gelegen, die in Rathausstraße umbenannt wurde, wird im 2014er Innenstadtplan von Halle als „Ehem. (adliges) Jenastift“ unter den bemerkenswerten Gebäuden und Denkmälern aufgeführt.
Im Adressbuch von 1946 wurde noch der herkömmliche Name „v. Jenasches adliges Fräuleinstift“ verwendet und das Stift in die „Anstaltseinrichtungen der Wohlfahrtspflege“ unter „Alters- und Pflegeheim für Alte und Gebrechliche“ eingeordnet.

## Eigentum und Nutzung nach 1945
Durch Beschluss der Landesregierung Sachsen-Anhalts vom 2. Februar 1949 unter Ministerpräsident Erhard Hübener wurde das von Jena’sche Fräuleinstift in eine unmittelbare kirchliche Einrichtung der Evangelisch-Reformierten Domgemeinde in Halle umgewandelt. Im Jahre 1952 verstarb die letzte Äbtissin des Stiftes – Beginn ihrer Amtszeit 1925 – Anna von Seydlitz-Kurzbach. Die letzte Stiftsdame, Fräulein von Rohrscheidt († 1974) lebte mit ihrer ehemals „bürgerlich“ verheirateten Schwester und späteren Witwe bis zum eigenen Tod im einstigen Damenstift. Zu den letzten im Jenastift wirkenden Studentenpfarrern gehören Rudolf Schulze (1964 bis 1970) und der evangelische Theologe Wolf Krötke (1970 bis 1973), nachmaliger Professor für systematische Theologie an der Theologischen Fakultät der Humboldt-Universität zu Berlin. Nachdem das Stiftsgebäude 1976 wegen hoher Kosten und Sanierungsbedürftigkeit an die Stadt veräußert wurde, zog die jahrzehntelang dort beheimatete Hallenser Evangelische Studentengemeinde (ESG) und der „Chor der Studenten-Gemeinde Halle“, die Kurrende, unter ihrem Leiter Domorganist Reinhard Ohse aus den ehemaligen Räumen der früheren Oberin, darunter dem „Roten Salon“ und dem Saal im ersten Obergeschoss, in ein anderes Heim innerhalb der Universitätsstadt um. Das ehemalige Stiftsgebäude wurde ein kommunaler Verwaltungssitz und gehört nun zum benachbarten Rathaus. Im Architekturführer von Halle (Saale) aus dem Jahre 2002 wird dieses historische Gebäude in der Altstadt als eines der eindrucksvollsten Patrizieranwesen aus der Zeit der Renaissance gewürdigt.

## Gedenktafel, Wappen und Stiftssiegel

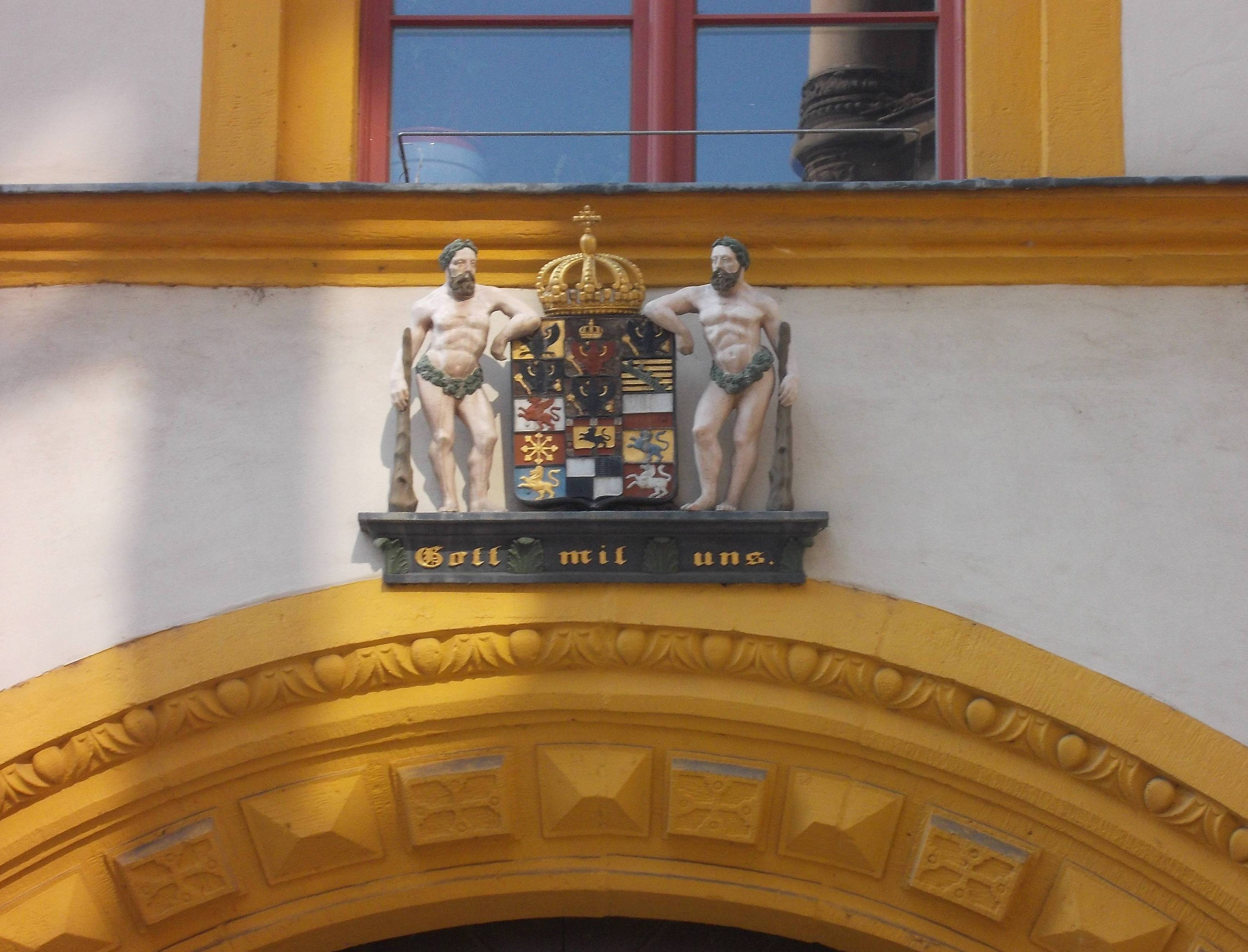
Wappen

Eine Gedenktafel informiert über die Geschichte des Gebäudes:

„Hier wohnte der erste Kurator der Friedrichs-Universität Halle, der Kurfürstliche Brandenburgische Geheime Rat und Kanzler des Herzogtums Magdeburg GOTTFRIED von JENA (1624–1703). Er gründete ein Evangelisch-Reformiertes Stift für alleinstehende Damen aus dem Adelsstand. Das freiweltliche adelige von Jena’sche Fräuleinstift befand sich von 1703 bis 1962 in diesem Haus.“

Nach 1945 hingen kriegsbeschädigt und farblos über dem Rundbogen des kombinierten Eingangs- und Durchfahrtsportals zu Haus und Hof des Jenastifts das Mittlere Staatswappen von Preußen sowie in seinen 12 Feldern die Wappen der preußischen Provinzen und Länder, darunter das Wappen der Provinz Sachsen, zu der das Jenastift in Halle gehörte. Das königlich-preußische Wappen wurde erstmals am 23. März 1703 über dem Tor des Stiftsgebäudes in der damaligen Rathausgasse zusammen mit dem Stiftswappen angebracht. Die öffentliche Anbringung dieses Wappens hatte die Funktion eines königlich-preußischen Schutzbriefes – Salva Guardia – und war in dem von preußischen Staatsminister Paul Freiherr von Fuchs ausgefertigten Dokument Nummer 381 vom 4. Januar 1703 geregelt.
Das mittlere preußische Staatswappen ist nach farbenprächtiger Restaurierung durch einen Hallenser Handwerker wieder an ursprünglicher Stelle zu betrachten. Das Stiftswappen wurde im Siegel des Freiweltlichen adeligen von Jena’schen Fräuleinstifts abgebildet: Zwei Engelsgestalten, die sich mit ihren Köpfen sowie Flügeln über ein größeres Wappenschild beugen und mit je einer dunkelfarbigen Stola über ihren weißen Gewändern leicht bekleidet sind, wenden sich mit ihren ausgeprägten Gesichtern einem achteckigen Stern zu. In dem größeren Wappenschild mit Vierung und einer Kugel in Feld 1 und 4 sowie einem Querbalken in Feld 2 und 3 befindet sich ein weiteres, alle vier Felder übergreifendes kleineres Wappen mit einem nach links auffliegenden preußischen Adler. Im kreisförmigen Stiftssiegel gab es zudem die lateinische Inschrift in Großbuchstaben: SIGILLUM CONVENTUAL VIRGINUM NOBILIUM (Siegel des Konvents der Adeligen Jungfrauen). Bei der Siegelung von Stifts-Dokumenten hatte die Äbtissin oder der bestellte Syndikus grünes Wachs zu verwenden.

## Denkmal der Renaissance in Halles Altstadt

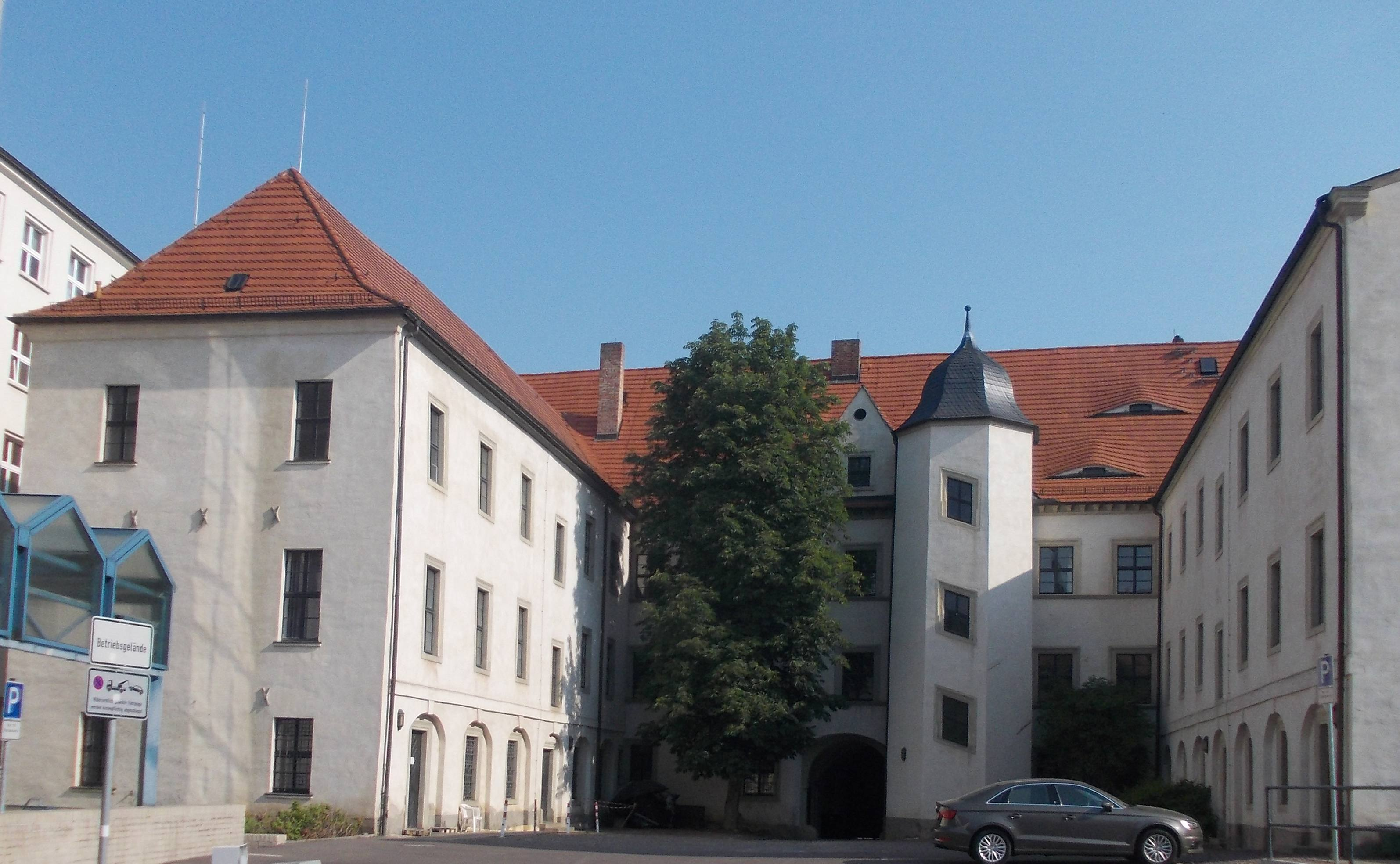
Rückseite

Das repräsentative Gebäude des ehemaligen adeligen Fräuleinstifts gehört zu den Denkmalen der Renaissance in der Altstadt von Halle. Die fensterreiche Fassade des ehemaligen Stiftsgebäudes in der Rathausstraße wird durch eine großzügige Toreinfahrt und ein Fußgängerportal aus der Zeit der Renaissance aufgelockert. Die steinerne Umrahmung des Tores ist mit Diamantquadern geschmückt, die durch einen gelben Anstrich betont sind. Die Toreinfahrt führte einst in den ruhigen, erholsamen Hof, der von einem Ost- und einem Westflügel umschlossen wurde. Ein künstlicher Springbrunnen befand sich zur Erholung der Stiftsdamen reformierten Bekenntnisses und der sie geistlich betreuenden Domprediger sowie der Kuratoren auf dem Hofgelände, zu dem Bäume und ein Garten gehörten.
Die Stiftsbewohnerinnen und ihre Gäste konnten anfänglich einen gesonderten Eingang – das Fußgängerportal – zu ihrem Wohnhaus benutzen. Dieses reich verzierte Fußgängerportal wurde bei Umbaumaßnahmen im Jahre 1876 entfernt, blieb aber durch seinen Einbau in die Grundstücksmauer des Stifts erhalten. Es wurde im Jahre 1999 von der Stadt Halle an seine ursprüngliche Stelle in die Hausfront Rathausstraße als charakteristisches Stilelement der deutschen Renaissance eingefügt. Zu den einzelnen Etagen des mehrgeschossigen Gebäudes führt eine steinerne Wendeltreppe. Die beiden steinernen mit Muscheln verzierten Sitznischen von der Tür zum Treppenaufgang des Wendelsteins, die beim Umbau 1876 von der Fassade ihren Platz dort fanden, wurden in das ursprüngliche Fußgängerportal des ehemaligen Stiftsgebäudes wieder eingebaut. Der steinerne Bogen über der Fußgängerpforte ist von zwei ionischen Säulen geradlinig umrahmt und der dadurch entstandene Raum bietet Platz für die Köpfe der Gesichter von zwei Engelsgestalten, wie sie ähnlich im Stiftswappen und -siegel vorkamen. In den Portalbogen hinein schuf der Steinmetz in der Hochrenaissance einen bärtigen Männerkopf und darüber ein weiteres Gesicht, das eine zur Zierde angebrachte Schneckenlinie – die Volute – mittig unterbricht.
Die Wendeltreppe ist in einem achteckigen Wendelstein untergebracht, der als Turm an die hofseitige Hauswand des Stiftsgebäudes angebaut wurde. Über diese Treppe gelangten die Äbtissin, die Stiftsdamen sowie ihre Gäste und Jahrhunderte später Studierende und Redner aus Professorenkreisen, die zur Studentengemeinde kamen, ins erste Obergeschoss durch eine halbrunde Holztür und dann in einen geräumigen (Vor-)Saal. Im einstigen Empfangssaal befinden sich zwei Wappen, ein kleines des Freiherrn Gottfried v. Jena mit der Jahreszahl 1697, dem Gründungsjahr der Stiftung des evangelisch-reformierten Hospitals zur christlichen Liebe durch Gottfried von Jena am früheren Hallenser Neumarkt über dem Kamin und ein größeres zur Hofseite hin, das als „Allianzwappen“ des Gebäudevorbesitzers Moritz Johann Marschall von Bieberstein und seiner adeligen Frau, geborene von Zedler, identifiziert wurde. Gottfried von Jena kam in den Besitz des Stadtpalais über seine zweite Ehefrau Elisabeth, eine geborene Marschall von Bieberstein. In den 1950er Jahren diente der zeitweilig mit einer Stoffdecke verkleidete Feuerraum des mit Stuck geschmückten Wandkamins als Kulisse bei der Aufführung von Theaterstücken durch die ESG-Spielschar. Als Stuckornament findet sich noch an der Stubendecke im ehemaligen Wohnzimmer der Äbtissin – dem wegen seiner ursprünglich in roten Farben gehaltenen Ausstattung so genannten „Roten Salon“ – ein Bandelwerk-Dekor. Als die Evangelische Studentengemeinde (ESG) Halle hier bis 1976 ihr erstes Domizil nach dem Zweiten Weltkrieg, nach der Wiedereröffnung der Martin-Luther-Universität Halle-Wittenberg, hatte, hing in diesen Räumen wieder das von der letzten – seit 1941 im Gebäude beheimateten – Stiftsdame, Ilse v. Rohrscheidt, der ESG Halle unter Leitung von Rudolf Schulze um 1968/69 übereignete Ölgemälde Lago di Garda aus dem Jahre 1853. Fräulein von Rohrscheidt hatte das Gemälde von der letzten Äbtissin, Anna von Seydlitz-Kurzbach, einst geschenkt bekommen.

## Frühere Stiftsdamen
Domprediger Zahn betreute die Stiftsdamen seelsorgerlich. Nach der Verfügung des Stifters Gottfried von Jena waren täglich Gebetsstunden zu halten. Teilnehmende Stiftsfräuleins würdigte der Seelsorger in seinen Memoiren. Während seiner Amtszeit in Halle leitete und verwaltete jahrelang die Äbtissin Albertine v. Hagen das Stift. Ihr Schicksal berührte den reformierten Geistlichen Zahn sehr und so erwähnte er in seinen Erinnerungen, dass diese Äbtissin, die „keine Predigt versäumte, … an einem sich plötzlich entwickelnden Halskrebs in schrecklicher Atemnot so unerwartet schnell“ starb. Bei ihrer Nachfolgerin, der Äbtissin Auguste von Jena, notierte der Domprediger Zahn, dass mit ihr der alte Geschlechtername von Jena mit der Übernahme der Leitung des Stiftshauses durch sie wieder zur Geltung kam. Sie hatte das Jenastift geschmackvoll erneuert, so dass es „an alte Herrlichkeit und Behaglichkeit erinnerte“, wie Zahn bemerkte. Auguste von Jena wurde mehrmals mit preußischen Orden und Auszeichnungen bedacht. Ihr höchster Orden war das Verdienstkreuz für Frauen und Jungfrauen, der Louisenorden. Bei Fräulein von Fun(c)k, einer 1812 geborenen Tochter des preußischen Generalmajors Funck, die von 1856 bis zu ihrem Tod 1874 im Jenastift lebte, erwähnte der Domprediger ihre ehrenamtliche soziale Tätigkeit im „Frauenverein der Stadt“. Das Fräulein von Ledebur (1854–1938), auf der Expektanz-Liste seit 1874, charakterisierte Zahn als liebenswürdig, geistreich und von allen geliebt, welche „die Prediger nicht oft genug zu anregendem Gespräch in ihrem Zimmer haben konnte.“ Außer der Äbtissin gab es als weitere Würdenträgerin eine Seniorin, welche die Versammlung – den Konvent – der adeligen Damen (Konventualinnen) leitete. Beispielsweise war Ernestine v. Seelhorst, geboren 1796 und 1837 ins Jenastift eingetreten, im Jahre 1874 die Seniorin laut Adressbuch und Wohnungs-Anzeiger für die Gesamtstadt Halle a. d. S. und Giebichenstein nebst statistischen und typographischen Notizen aus dem Saalkreise 1874.

## Stellenbesetzung durch preußische Königin
Der preußischen Königin stand obligatorisch ein Vorschlags-Recht für die Besetzung einer freien Stelle zu, das so genannte Jus primariarum precum, z. B. bei Anna Franziska von Bernatre (1667–1748). Bis zu ihrer Übernahme der Leitung des Jenastifts als Äbtissin im Jahre 1709 – auf Grund der Einflussnahme der Königin in Preußen Sophie Charlotte (1668–1705) – war Anna Franziska von Bernatre eine der königlichen Hofdamen und kam zuvor als Glaubens-Flüchtling, so genannte Réfugié, aus Frankreich. Durch die Ausübung des Vorschlags- und Stellenbesetzungsrechts der Königin wurde auch die 1712 ins Jenastift eingetretene Sophie Eleonore von Bär (* 1684) Äbtissin, Amtszeit: ab 1749 bis zu ihrem Tod mit 70 Jahren. Unabhängig von dem 1892 an den preußischen Staat – vertreten durch das Innenministerium – verkauften Recht zur Besetzung zwei frei werdender Stiftsstellen wurde die 59-jährige Gisela von Jena, die bereits 1899 ins Jenastift eingetreten war, im Jahre 1914 letztmals als Precistin zur Äbtissin erwählt. Bei ihr hatte die Deutsche Kaiserin Auguste Victoria in ihrer Eigenschaft als Königin von Preußen, welche Halle anlässlich der Einweihung der Pauluskirche zusammen mit Wilhelm II. im Jahre 1903 besuchte, das Jus primariarum precum wahrgenommen. Durch ihren plötzlichen Tod konnte Gisela v. Jena dieses Amt nur bis 1915 ausüben. Noch im selben Jahr 1915 wurde die Stiftsdame Therese v. Jena, die seit 1875 im Stift wohnte, zu ihrer Nachfolgerin gewählt und hatte diese privilegierte Stelle bis zu ihrem Ableben 1925 in der Weimarer Republik inne.

## Schutz- und Gnadenzeichen des preußischen Königs für das Jenastift und Kreuzkette
Bei bestimmten Anlässen wie Einführungen ins Amt, Konventen, Wahlen, Gottesdiensten, Hochzeiten, Kindtaufen, Reisen und Beerdigungen trugen die Äbtissinnen und Stiftsdamen das am 22. September 1707 vom preußischen König dem Freiweltlichen adeligen von Jena’schem Fräuleinstift verliehene Schutz- und Gnadenzeichen. Die erste Äbtissin des Jenastifts, Eleonore Sophie von Börstel (1656–1708), Amtszeit von 1703 bis 1708, konnte den Orden bei der Verleihung am 26. Oktober 1707 erstmals auf ihrer Kleidung anlegen. Das Schutz- und Gnadenzeichen hing an einem Ordensband und bestand aus einem Oval aus Dukatengold mit einem christlichen Kreuz auf der weiß emaillierten Vorderseite, und auf der grün emaillierten Rückseite trug der Orden die Inschrift:

„Sr. Königl. Majest. in Preussen Schutz- und Gnadenzeichen für das von Dero Cantzler Gottfried von Jena
angelegte Evangel. Reformirte Adeliche Fräulein-Stift 1707.“

Das Kreuz auf der Vorderseite des Ordens für die Konventualinnen wurde ganz in weiß gehalten und als symbolische Farbe der Unschuld für die Gestaltung des Gnadenzeichens vom regierenden Grafen Wartenberg bewusst gewählt sowie von ihm auch so kommentiert. Unterhalb des Schutz- und Gnadenzeiches hing der gekrönte königliche Namenszug „FR“ (Fridericus Rex) von Friedrich I. Die Äbtissin und die Konventualinnen trugen die Auszeichnung an einem Gris-de-lin-Band um den Hals, die Schultern und auf der Brust. Die Äbtissin musste innerhalb und außerhalb des Stiftes schwarze oder weiße Kleidung anziehen. Die Stiftdamen hatten über ihren Kleidern einen in der christlichen Symbolfarbe violetten sowie kurz gehaltenen Mantel zu tragen, allerdings durften sie sich außerhalb des Stifts nach Belieben kleiden, ohne jedoch durch allzu große Pracht „Anlass zum Ärgernis zu geben“. Das Schutz- und Gnadenzeichen verblieb beim Ausscheiden durch Heirat oder Tod Eigentum des Stifts und wurde derjenigen übertragen, die als nachfolgende Stiftsdame oder Äbtissin gewählt wurde. Den Erben stand es frei, der Verstorbenen zu Ehren während der Trauerfeiern das Gnadenzeichen mit dem Ordensband auf den Sarg zu legen, entsprechend Regel 4 der von Graf von Wartenberg aufgestellten Verleihungsvorschriften des mit dem Petschaft Königs Friedrich I. gesiegelten Dokuments. Zu den ersten Stiftsfrauen, die das ihnen bei Eintritt verliehene Gnadenzeichen wegen Heirat zurückgeben mussten, gehörte die Kanonissin Eleonore Lucie von Stockhausen (1683–1750). Sie lebte von 1703 bis 1706 im Jenastift und ehelichte den preußischen Minister Friedrich von Görne in Berlin. Beim Festgottesdienst im Dom zu Halle anlässlich ihrer Einführung 1703 trugen die Äbtissin an einem violetten Ordensband und die übrigen Konventualinnen an einem roten Bande, das von der rechten Schulter zur linken Seite herabhing, einen goldenen und weiß emaillierten Stern – wie er im Stiftswappen vorkam, um sich von anderen Frauen zu unterscheiden. Anlässlich des Besuchs des Kaiserpaares am 6. September 1903 in Halle, zu der eine Kurzfilmserie entstand, wurden die Ehrengäste vor das Rathaus geladen, darunter eine Abordnung der adeligen Damen aus dem Jenai’schen Fräuleinstift, um das Reichen des „Ehrentrunks“ an Wilhelm II. durch den Oberbürgermeister, Gustav Staude zu verfolgen und Ihrer Majestät Auguste Victoria einen Blumenstrauß überreichen zu können. Die Stiftsdamen waren wie Auguste Viktoria ganz in Weiß gekleidet und trugen um Hals und Schulter das vorgeschriebene Ordensband mit dem königlich-preußischen Schutz- und Gnadenzeichen. Der auf der Pariser Weltausstellung 1900 ausgezeichnete Hallenser Fotograf Fritz Müller (* 1860; † 1923) hielt die Gabe des „Ehrentrunks“ an Wilhelm II. sowie das gemeinsam in einer offenen Kutsche sitzende Kaiserpaar, sein Gefolge und die Ehrengäste im Bild fest. Die Filmproduktionsfirma Deutsche Bioscop, Berlin, hatte 1903 einen Dokumentarfilm gedreht unter dem Titel „Bürgermeister zu Halle überreicht S.M. Kaiser Wilhelm II. den Ehrentrunk“.
Im Besuchsjahr des Kaiserpaares 1903 in Halle waren von den zehn vorgesehenen Plätzen mit eigenen Wohnungen für Stiftsdamen, einschließlich der Äbtissin, im Hallenser Stiftsgebäude, Rathausstraße 15, nur sechs besetzt mit: Auguste von Jena (1832–1913), Äbtissin, 71 Jahre; Ida von Breitenbach (1833–1907), 70 Jahre; Melanie von Dresky (1833–1924), 70 Jahre; Ottilie von Flotow (1833–1915), 70 Jahre; Therese von Jena (1839–1921), 64 Jahre; die bürgerliche Stiftsdame Louise Pergande (1839–1919), 64 Jahre, deren Mutter Maria war eine geborene von der Gablenz; Louise von Seelhorst (1848–1913), 53 Jahre; Pauline (Rufname Paula) Freiin von Ledebur (1854–1938). Obwohl die Freiin v. Ledebur 1903 mit ihrem Alter von 49 Jahren die jüngste Stiftsdame war, galt sie beim Kaiserbesuch in Halle wegen ihres langen Aufenthalts im Jenastift ab 1888 als Seniorin. Zu ihren Tätigkeiten gehörte die Leitung der in der Regel zweimal im Jahr stattfindenden Konvente und – wie bei der Äbtissin Auguste v. Jena – solche Repräsentationsaufgaben, bei denen die Äbtissin und die Seniorin das Schutz- und Gnadenzeichen tragen mussten. Zu den Konventualinnen – ohne eigene Wohnung im Jenastift – zählten 1903 noch weitere drei adelige Damen: Gisela v. Jena (* 1856; † 1915); Elsbeth (Rufname: Else) v. Gronefeld (1846–1913) und Gräfin Elisabeth v. Herzberg (1836–1909). Die Konventualin Gisela von Jena wird im Hallenser Adressbuch für 1908 als Bewohnerin des v. Jena’schen Fräuleinstifts in der Rathausstraße 15 erstmals genannt. Gisela v. Jena und Therese v. Jena wohnten beide in der II. Etage des Stiftsgebäudes, während die Äbtissin Auguste v. Jena in der I. ihr Heim besaß. In einer 2009 an der Philosophischen Fakultät der Martin-Luther-Universität Halle-Wittenberg verteidigten Dissertation wird Gisela v. Jena für die Jahre von 1914 bis zu ihrem Tod 1915 als Äbtissin mit der Anmerkung Precistin versehen, eine auf Bitte der preußischen Königin ernannte und versorgte Stiftsdame.
Nach Auflösung der Monarchie 1918 erhielten die Stiftsdamen bei ihrem Eintritt bzw. der feierlichen Aufnahme in das adelige Fräuleinstift eine silberne Halskette mit einem Kreuz überreicht. Alle vier Enden diese Kreuzes waren wie ein dreiblättriges Kleeblatt gestaltet, das in der Symbolsprache ein altes Zeichen der Dreifaltigkeit ist für Vater, Sohn und Heiliger Geist. Die Stiftsdame Erna von Abendroth, die 1938 Konventualin wurde, als sie noch in Dresden wohnte, um ihre erblindete Mutter Margarethe, geborene von Hagen, zu pflegen, trug diese Kreuzkette auch weiterhin, als sie beruflich in der Werner-Schule vom Deutschen Roten Kreuz in Göttingen für das Deutsche Rote Kreuz tätig war und 1950 ausländische Kolleginnen empfing.

## Stiftungsrat und Rechtsberater
Das von Jenasche Fräuleinstift wurde seit seiner Gründung von evangelischen Predigern und einem Juristen beraten. Dem zweiköpfigen Stiftungsrat gehörten z. B. im Jahre 1838 der 1. und 2. Domprediger des Halleschen Doms August Rienäcker und Ludwig Gottfried Blanc als Kuratoren an. Dazu kam zur Rechtsberatung der Hallenser Justizrat Friedrich August Dryander, als Wilhelmine von Lichnowsky die Äbtissin des Freiweltlichen adeligen von Jena’schen Fräuleinstifts (Amtszeit 1830–1850) war.

## Archivalien
- Einschlägige Archivalien im Landeshauptarchiv Sachsen-Anhalt von 1795 bis 1797: Miszellen über das von Jenaische Fräuleinstift zu Halle (Benutzungsort: Magdeburg)
- Archivalien im Landesarchiv Sachsen-Anhalt zum Jenastift ab 1797: Das von Jenasche Fräuleinstift zu Halle und dessen Angelegenheiten
- Siegfried Hildebrand: 14. Mai 1703 – 14. Mai 2003. 300 Jahre Jenastift; S. 5. Stand 13. Dezember 2016.